# Enseruda
Enseruda (en rus: Энсеруда) és un poble del Daguestan, a Rússia, que en el cens del 2010 tenia 42 habitants. Pertany al districte rural de Gunib.